# Mapochiella woodwardi
Mapochiella woodwardi är en insektsart som beskrevs av Evans 1966. Mapochiella woodwardi ingår i släktet Mapochiella och familjen dvärgstritar. Inga underarter finns listade i Catalogue of Life.